# 佐々木嘉平
佐々木 嘉平（ささき かへい、1889年（明治22年）7月7日 - 1983年（昭和58年）5月2日）は社寺大工。富山県東礪波郡福野町(現在の南砺市福野)で代々宮大工であった佐々木家に生まれた。

## 経歴
父であった三代目佐々木嘉平に師事し、独学で技術・知識を身に付け、全国各地で数々の国宝や重要文化財の修復・保存に携わった。昭和46年黄綬褒章を受章。
この四代目佐々木嘉平は、棟梁としては佐々木棟慶とも名乗った。戒名は平等院釈棟慶居士｡

## 事績
- 京都市　浄土真宗大谷派本山　東本願寺　重要文化財　山門　(造営)

（父の三代目佐々木嘉平に従事）
- 石川県　日蓮宗大本山妙成寺　重要文化財　五重塔　(復元)
- 京都市　浄土真宗興正派本山　興正寺　阿弥陀堂　及び　山門　(再建)
- 鎌倉市　臨済宗大本山建長寺　仏殿、勅使門（唐門）　(復元)
- 台東区浅草　聖観音宗浅草寺　観音堂　(本堂)　(修理)

1945年（昭和20年）3月10日東京大空襲で焼失した｡焼失前は江戸初期の代表的な建造物で､国宝｡｢浅草の観音様｣の本堂脇に修理事務所が設置されここで修理にあたった｡
- 東村山市　正福寺　国宝　地蔵堂　(復元)
- 熱海市　日向別邸　床の間など和室 (改修)

（この時､この邸宅の設計者であったドイツ人建築家ブルーノ・タウトに請われ､日本的な様式に関して工事監理者として様々な助言を行った)
- 横浜市鶴見区　曹洞宗大本山　総持寺　太祖堂　三門 (新築)

## 著書
日本建築文様宝典　2003年　文芸社刊　清水稔次 佐々木健 編　　